# Töölö

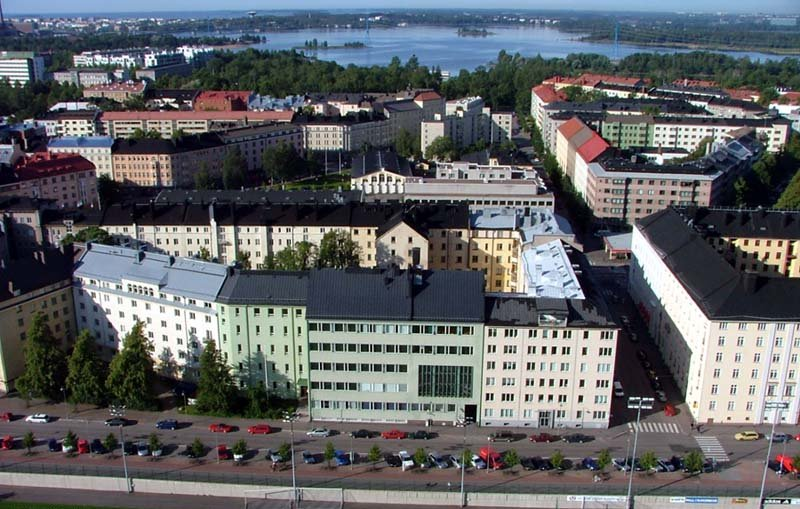
Töölö vu de la tour du Stade olympique d'Helsinki

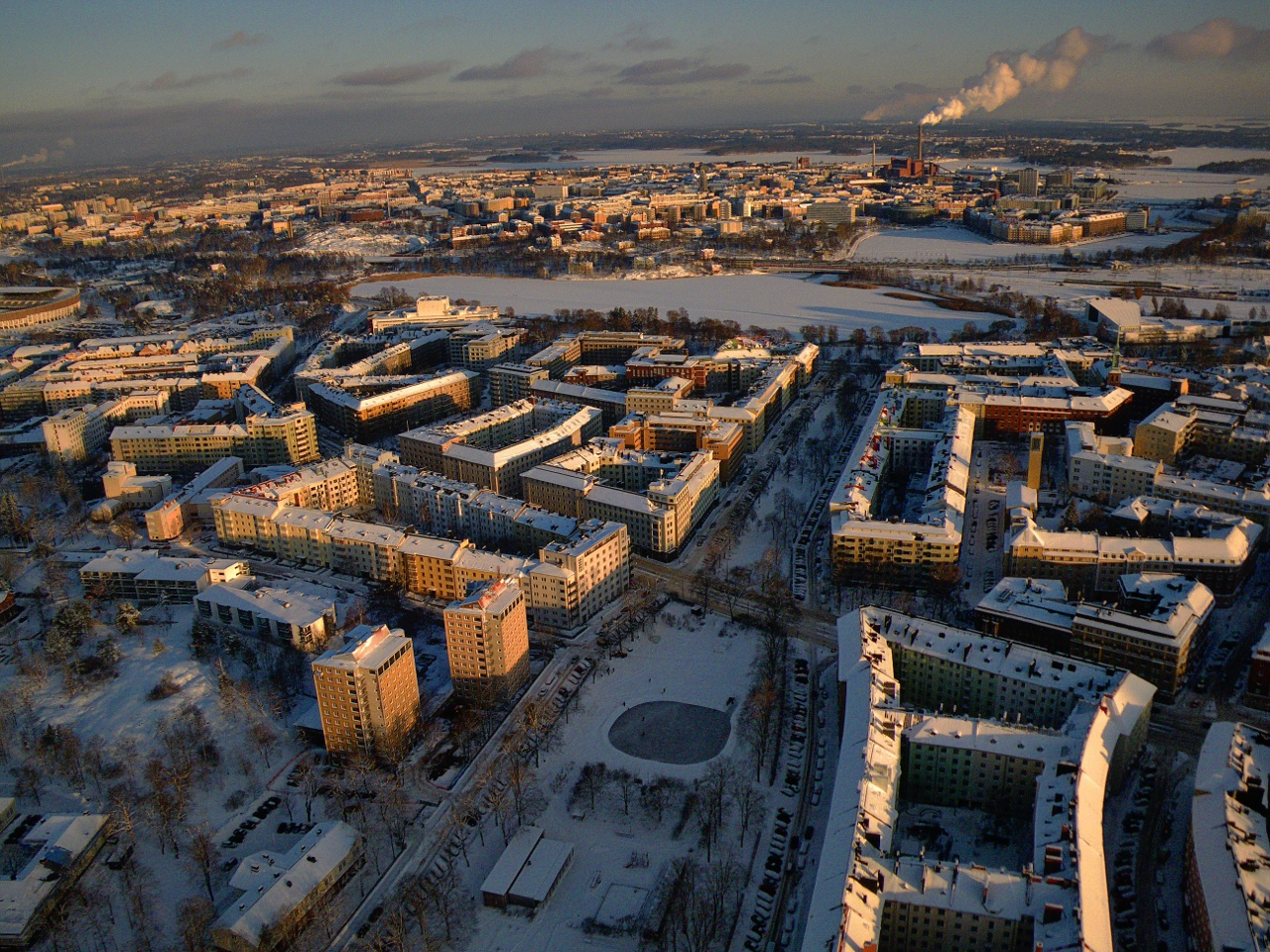
Vue aérienne de Töölö

Töölö (suédois : Tölö) est le nom collectif pour les deux quartiers Etu-Töölö (suédois : Främre Tölö) et Taka-Töölö (suédois : Bortre Tölö) de Helsinki en Finlande.
Les deux quartiers sont proches du centre-ville d'Helsinki à l'ouest de la péninsule de Helsinki.
Limitrophe de Kamppi, Etu-Töölö le quartier sud abrite le Parlement de Finlande.
Taka-Töölö, le quartier nord, est limitrophe de Meilahti et de Laakso.
Contrairement à l'avis populaire, Töölö n'est plus le nom officiel d'un quartier de Helsinki depuis sa division en Etu-Töölö et Taka-Töölö.
Töölö fut construit en 1920–1930 alors que Helsinki devait loger une population en croissance très rapide. Avant cette époque, Töölö était occupé par des fermes et des forêts.
Töölö est connu pour son architecture fonctionnaliste, en particulier à Taka-Töölö. Il y a de nombreux parcs, dont le grand parc central d'Helsinki et le Parc Sibelius.

## Histoire et étymologie

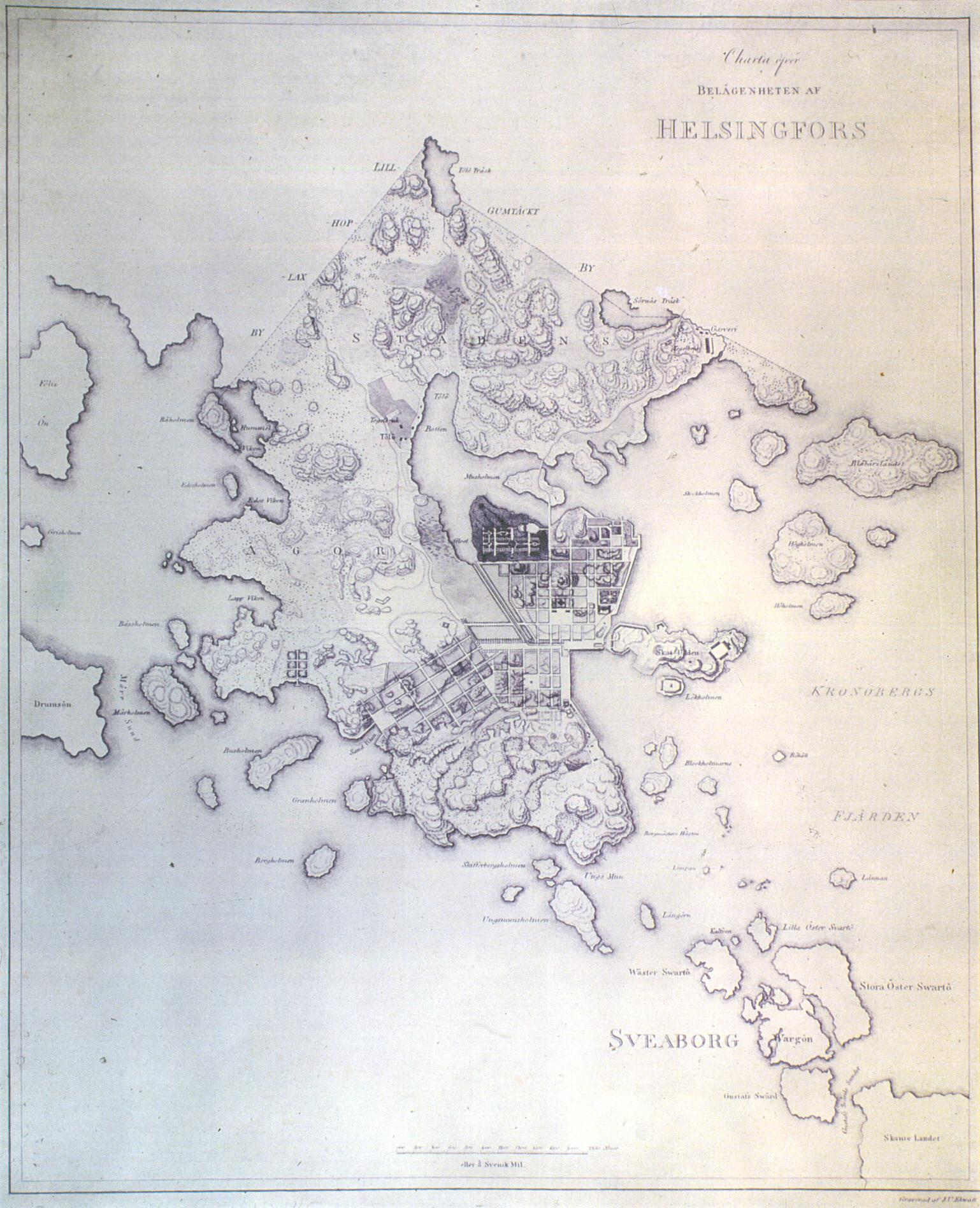
Carte d'Helsinki et Töölö en 1815.

Dans les années 1400 il est déjà fait état d’un village de Töölö (Tölö by).
le village se situait près de l’actuel Opéra national de Finlande, à l'ouest et au nord de Töölönlahti.
Les anciennes appellations du village varient dans le temps : Töloby (1543), Tölom (1545) ja Tölleby (1546). L’étymologie du nom est obscure et selon les sources sont d’origine finnoise ou suédoise.
La Guerre russo-suédoise de 1590-1595 avait paupérisé les fermes dont les terres sont passées progressivement en possession de l'état.
En 1640, Helsinki transfère l'embouchure de la rivière Vantaanjoki au village de Töölö qui faisait alors partie de Vironniemi.
En 1643, la reine Christine de Suède offre tout Töölö pour agrandir Helsinki.
Le nom finnois Töölö devient d’usage courant à la fin du XIXe siècle et est officialisé en 1909.
Au XIXe siècle, Töölö reste encore  une zone rurale. On y trouve surtout des villas construites sur des terrains loués à la commune, où habitent des employés de l’industrie ou de l’artisanat.
C’est de cette époque que datent les noms de lieux comme Arkadia ou Hesperia, qui étaient des noms de villas construites à Töölö. De même les dénominations comme la Rue d’Appolon (Apollonkatu) ou la Rue Minerve (Minervankatu)  viennent d’anciens noms de villas.
En 1883, le premier plan d’occupation des sols est publié avec comme objectif principal de loger des ouvriers. Celui-ci ne se concrétisera pas à cause de la hausse des prix fonciers de Töölö, les logements ouvriers seront construits à Vallila.
En 1899-1890, pour la zone de Töölö, on organise le premier concours d’architecte de Finlande. À partir des réponses à ce concours, le plan d’occupation des sols formalisé par Georg Nyström et Lars Sonck, est officialisé en 1906. Selon ce plan Töölö est progressivement construit comme partie intégrante du centre-ville d'Helsinki. Au début des années 1910, on commence à construire les premiers immeubles de style Art nouveau  aux alentours du Musée national de Finlande.